# Rassemblement patriotique pour le renouveau de la Centrafrique

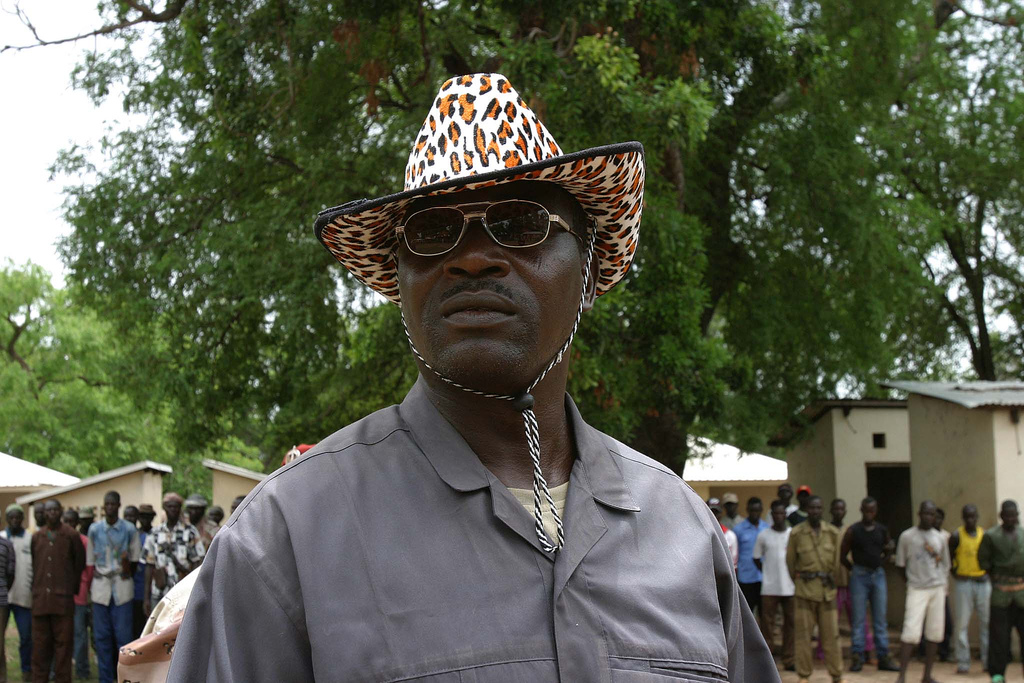
RPRC est un mouvement

Le Rassemblement patriotique pour le renouveau de la Centrafrique (RPRC) est un mouvement politico-militaire centrafricain fondé le 21 novembre 2014 à Bria et issu d'une scission au sein de la Seleka.
Il est dirigé par Zacharia Damane (en), homme fort de Tiringoulou (Vakaga).